# Éliminatoires de la Gold Cup 2023
Navigation
Éliminatoires de la Gold Cup 2021
Les éliminatoires de la Gold Cup 2023 déterminent les trois dernières équipes qualifiées pour la Gold Cup 2023.

## Équipes engagées
Les douze équipes suivantes participent aux éliminatoires de la Gold Cup 2023 en raison de leurs résultats lors de la Ligue des nations de la CONCACAF 2022-2023. Les matchs ont lieu du 16 au 20 juin 2023. Le 10 avril 2023, la CONCACAF annonce que le Drive Pink Stadium est retenu afin d'accueillir le tour préliminaire. 
La Trinité-et-Tobago qui devait initialement participer en tant que 2e du Groupe C de la Ligue des nations, mais a été automatiquement qualifié après la disqualification du Nicaragua . La Trinité-et-Tobago a été remplacé au tour préliminaire par Antigua-et-Barbuda, meilleur 3e de la Ligue B.
| Troisièmes | Troisièmes |
| Groupes    | Équipes    |
| ---------- | ---------- |
| A          | Suriname   |
| B          | Martinique |
| C          | Curaçao    |
| D          | Grenade    |

| Deuxièmes | Deuxièmes          |
| Groupes   | Équipes            |
| --------- | ------------------ |
| A         | Guadeloupe         |
| B         | Guyana             |
| A (3e)    | Antigua-et-Barbuda |
| D         | Guyane             |

| Vainqueurs | Vainqueurs                 |
| Groupes    | Équipes                    |
| ---------- | -------------------------- |
| A          | Sint Maarten               |
| B          | Saint-Christophe-et-Niévès |
| C          | Sainte-Lucie               |
| D          | Porto Rico                 |

## Tirage au sort
Le tirage au sort a lieu le 14 avril 2023 à 12:00 (UTC−7) au SoFi Stadium de Inglewood,.
| Équipe                                    | Coeff | Classement |
| ----------------------------------------- | ----- | ---------- |
| Trinité-et-Tobago (M1) Antigua-et-Barbuda | 1 254 | 11         |
| Martinique (M2)                           | 1 246 | 12         |
| Curaçao (M3)                              | 1 171 | 14         |
| Guyane (M4)                               | 1 086 | 15         |
| Suriname (M5)                             | 1 079 | 16         |
| Guyana (M6)                               | 994   | 18         |

| Équipe                     | Coeff | Classement |
| -------------------------- | ----- | ---------- |
| Guadeloupe                 | 966   | 19         |
| Saint-Christophe-et-Niévès | 923   | 21         |
| Sainte-Lucie               | 795   | 24         |
| Grenade                    | 791   | 25         |
| Porto Rico                 | 790   | 26         |
| Sint Maarten               | 413   | 37         |

## Résultats
Le calendrier complet a été annoncé le 19 avril 2023

### Tableau
|  | Demi-finales                     | Demi-finales                     | Demi-finales                     | Demi-finales                     |            |            | Finale                           | Finale                           | Finale                           | Finale                           |
|  |                                  |                                  |                                  |                                  |            |            |                                  |                                  |                                  |                                  |
|  | 16 juin 2023, Drive Pink Stadium | 16 juin 2023, Drive Pink Stadium | 16 juin 2023, Drive Pink Stadium | 16 juin 2023, Drive Pink Stadium |            |            | 20 juin 2023, Drive Pink Stadium | 20 juin 2023, Drive Pink Stadium | 20 juin 2023, Drive Pink Stadium | 20 juin 2023, Drive Pink Stadium |
|  | Antigua-et-Barbuda               | Antigua-et-Barbuda               | 0                                | 0                                |            |            | 20 juin 2023, Drive Pink Stadium | 20 juin 2023, Drive Pink Stadium | 20 juin 2023, Drive Pink Stadium | 20 juin 2023, Drive Pink Stadium |
|  | Antigua-et-Barbuda               | Antigua-et-Barbuda               | 0                                | 0                                |            |            | 20 juin 2023, Drive Pink Stadium | 20 juin 2023, Drive Pink Stadium | 20 juin 2023, Drive Pink Stadium | 20 juin 2023, Drive Pink Stadium |
|  | Guadeloupe                       | Guadeloupe                       | 5                                | 5                                |            |            | 20 juin 2023, Drive Pink Stadium | 20 juin 2023, Drive Pink Stadium | 20 juin 2023, Drive Pink Stadium | 20 juin 2023, Drive Pink Stadium |
|  | Guadeloupe                       | Guadeloupe                       | 5                                | 5                                | Guadeloupe | Guadeloupe | 2                                | 2                                |                                  |                                  |
|  | 17 juin 2023, Drive Pink Stadium |                                  |                                  |                                  | Guadeloupe | Guadeloupe | 2                                | 2                                |                                  |                                  |
|  |                                  |                                  | Guyana                           | Guyana                           | 0          | 0          |                                  |                                  |                                  |                                  |
|  | Guyana                           | Guyana                           | Guyana                           | Guyana                           | 0          | 0          | 1 (5)                            | 1 (5)                            |                                  |                                  |
|  | Guyana                           | Guyana                           |                                  |                                  |            |            |                                  | 1 (5)                            |                                  |                                  |
|  | Grenade                          | Grenade                          | 1 (3)                            | 1 (3)                            |            |            |                                  |                                  |                                  |                                  |
|  | Grenade                          | Grenade                          | 1 (3)                            | 1 (3)                            |            |            |                                  |                                  |                                  |                                  |

|  | Demi-finales                     | Demi-finales                     | Demi-finales                     | Demi-finales                     |            |            | Finale                           | Finale                           | Finale                           | Finale                           |
|  |                                  |                                  |                                  |                                  |            |            |                                  |                                  |                                  |                                  |
|  | 16 juin 2023, Drive Pink Stadium | 16 juin 2023, Drive Pink Stadium | 16 juin 2023, Drive Pink Stadium | 16 juin 2023, Drive Pink Stadium |            |            | 20 juin 2023, Drive Pink Stadium | 20 juin 2023, Drive Pink Stadium | 20 juin 2023, Drive Pink Stadium | 20 juin 2023, Drive Pink Stadium |
|  | Martinique                       | Martinique                       | 3                                | 3                                |            |            | 20 juin 2023, Drive Pink Stadium | 20 juin 2023, Drive Pink Stadium | 20 juin 2023, Drive Pink Stadium | 20 juin 2023, Drive Pink Stadium |
|  | Martinique                       | Martinique                       | 3                                | 3                                |            |            | 20 juin 2023, Drive Pink Stadium | 20 juin 2023, Drive Pink Stadium | 20 juin 2023, Drive Pink Stadium | 20 juin 2023, Drive Pink Stadium |
|  | Sainte-Lucie                     | Sainte-Lucie                     | 1                                | 1                                |            |            | 20 juin 2023, Drive Pink Stadium | 20 juin 2023, Drive Pink Stadium | 20 juin 2023, Drive Pink Stadium | 20 juin 2023, Drive Pink Stadium |
|  | Sainte-Lucie                     | Sainte-Lucie                     | 1                                | 1                                | Martinique | Martinique | 2                                | 2                                |                                  |                                  |
|  | 17 juin 2023, Drive Pink Stadium |                                  |                                  |                                  | Martinique | Martinique | 2                                | 2                                |                                  |                                  |
|  |                                  |                                  | Porto Rico                       | Porto Rico                       | 0          | 0          |                                  |                                  |                                  |                                  |
|  | Suriname                         | Suriname                         | Porto Rico                       | Porto Rico                       | 0          | 0          | 0 (3)                            | 0 (3)                            |                                  |                                  |
|  | Suriname                         | Suriname                         |                                  |                                  |            |            |                                  | 0 (3)                            |                                  |                                  |
|  | Porto Rico                       | Porto Rico                       | 0 (4)                            | 0 (4)                            |            |            |                                  |                                  |                                  |                                  |
|  | Porto Rico                       | Porto Rico                       | 0 (4)                            | 0 (4)                            |            |            |                                  |                                  |                                  |                                  |

|  | Demi-finales                     | Demi-finales                     | Demi-finales                     | Demi-finales                     |                            |                            | Finale                           | Finale                           | Finale                           | Finale                           |
|  |                                  |                                  |                                  |                                  |                            |                            |                                  |                                  |                                  |                                  |
|  | 16 juin 2023, Drive Pink Stadium | 16 juin 2023, Drive Pink Stadium | 16 juin 2023, Drive Pink Stadium | 16 juin 2023, Drive Pink Stadium |                            |                            | 20 juin 2023, Drive Pink Stadium | 20 juin 2023, Drive Pink Stadium | 20 juin 2023, Drive Pink Stadium | 20 juin 2023, Drive Pink Stadium |
|  | Curaçao                          | Curaçao                          | 1 (2)                            | 1 (2)                            |                            |                            | 20 juin 2023, Drive Pink Stadium | 20 juin 2023, Drive Pink Stadium | 20 juin 2023, Drive Pink Stadium | 20 juin 2023, Drive Pink Stadium |
|  | Curaçao                          | Curaçao                          | 1 (2)                            | 1 (2)                            |                            |                            | 20 juin 2023, Drive Pink Stadium | 20 juin 2023, Drive Pink Stadium | 20 juin 2023, Drive Pink Stadium | 20 juin 2023, Drive Pink Stadium |
|  | Saint-Christophe-et-Niévès       | Saint-Christophe-et-Niévès       | 1 (3)                            | 1 (3)                            |                            |                            | 20 juin 2023, Drive Pink Stadium | 20 juin 2023, Drive Pink Stadium | 20 juin 2023, Drive Pink Stadium | 20 juin 2023, Drive Pink Stadium |
|  | Saint-Christophe-et-Niévès       | Saint-Christophe-et-Niévès       | 1 (3)                            | 1 (3)                            | Saint-Christophe-et-Niévès | Saint-Christophe-et-Niévès | 1 (4)                            | 1 (4)                            |                                  |                                  |
|  | 17 juin 2023, Drive Pink Stadium |                                  |                                  |                                  | Saint-Christophe-et-Niévès | Saint-Christophe-et-Niévès | 1 (4)                            | 1 (4)                            |                                  |                                  |
|  |                                  |                                  | Guyane                           | Guyane                           | 1 (2)                      | 1 (2)                      |                                  |                                  |                                  |                                  |
|  | Guyane                           | Guyane                           | Guyane                           | Guyane                           | 1 (2)                      | 1 (2)                      | 4                                | 4                                |                                  |                                  |
|  | Guyane                           | Guyane                           |                                  |                                  |                            |                            |                                  | 4                                |                                  |                                  |
|  | Sint Maarten                     | Sint Maarten                     | 1                                | 1                                |                            |                            |                                  |                                  |                                  |                                  |
|  | Sint Maarten                     | Sint Maarten                     | 1                                | 1                                |                            |                            |                                  |                                  |                                  |                                  |

### Premier tour
| Match | Équipe 1           | Score           | Équipe 2                   |
| ----- | ------------------ | --------------- | -------------------------- |
| 1     | Antigua-et-Barbuda | 0 - 5           | Guadeloupe                 |
| 2     | Martinique         | 3 - 1           | Sainte-Lucie               |
| 3     | Curaçao            | 1 - 1 2 - 3 tab | Saint-Christophe-et-Niévès |
| 4     | Guyane             | 4 - 1           | Sint Maarten               |
| 5     | Suriname           | 0 - 0 3 - 4 tab | Porto Rico                 |
| 6     | Guyana             | 1 - 1 5 - 3 tab | Grenade                    |

| Match 1                  | Antigua-et-Barbuda | 0 - 5   | Guadeloupe                                                            | Drive Pink Stadium, Fort Lauderdale |                               |
| 16 juin 2023 16:30 UTC−4 |                    | (0 - 2) | 28e Solvet · 45+4e Tell · 66e Davidas · 70e Archimède · 90+3e Phaëton | Arbitrage : Fernando Guerrero       | Arbitrage : Fernando Guerrero |
| 16 juin 2023 16:30 UTC−4 | Rapport            |         |                                                                       | Arbitrage : Fernando Guerrero       | Arbitrage : Fernando Guerrero |

| Match 2                  | Martinique                           | 3 - 1   | Sainte-Lucie          | Drive Pink Stadium, Fort Lauderdale |                        |
| 16 juin 2023 19:00 UTC−4 | Fabien 18e · Labeau 74e · Burner 86e | (1 - 1) | 40e Hackett-Fairchild | Arbitrage : Reon Radix              | Arbitrage : Reon Radix |
| 16 juin 2023 19:00 UTC−4 | Rapport                              |         |                       | Arbitrage : Reon Radix              | Arbitrage : Reon Radix |

| Match 3                  | Curaçao                                        | 1 - 1             | Saint-Christophe-et-Niévès         | Drive Pink Stadium, Fort Lauderdale |                         |
| 16 juin 2023 21:00 UTC−4 | Locadia 22e                                    | (1 - 0)           | 83e Terrell                        | Arbitrage : Bryan López             | Arbitrage : Bryan López |
| 16 juin 2023 21:00 UTC−4 | Rapport                                        |                   |                                    | Arbitrage : Bryan López             | Arbitrage : Bryan López |
| 16 juin 2023 21:00 UTC−4 | Felida · J. Bacuna · Janga · Anita · L. Bacuna | Tirs au but 2 - 3 | Sawyers · Lewis · Bertie · Terrell | Arbitrage : Bryan López             | Arbitrage : Bryan López |

| Match 4                  | Guyane                                            | 4 - 1   | Sint Maarten   | Drive Pink Stadium, Fort Lauderdale |                                |
| 17 juin 2023 16:30 UTC−4 | Abelinti 28e (pen.) 49e · Baal 44e · Némouthé 75e | (2 - 1) | 40e Amatkarijo | Arbitrage : Randy Eancarnación      | Arbitrage : Randy Eancarnación |
| 17 juin 2023 16:30 UTC−4 | Rapport                                           |         |                | Arbitrage : Randy Eancarnación      | Arbitrage : Randy Eancarnación |

| Match 5                  | Suriname                                     | 0 - 0             | Porto Rico                                    | Drive Pink Stadium, Fort Lauderdale |                              |
| 17 juin 2023 20:20 UTC−4 |                                              | (0 - 0)           |                                               | Arbitrage : Joseph Dickerson        | Arbitrage : Joseph Dickerson |
| 17 juin 2023 20:20 UTC−4 | Rapport                                      |                   |                                               | Arbitrage : Joseph Dickerson        | Arbitrage : Joseph Dickerson |
| 17 juin 2023 20:20 UTC−4 | Chery · Jozefzoon · Pinas · te Vrede · Abena | Tirs au but 3 - 4 | Rivera · Servania · Antonetti · Ydrach · Díaz | Arbitrage : Joseph Dickerson        | Arbitrage : Joseph Dickerson |

| Match 6                  | Guyana                                             | 1 - 1             | Grenade                                                 | Drive Pink Stadium, Fort Lauderdale |                            |
| 17 juin 2023 22:30 UTC−4 | Glasgow 22e                                        | (1 - 0)           | 60e Mitchell                                            | Arbitrage : Keylor Herrera          | Arbitrage : Keylor Herrera |
| 17 juin 2023 22:30 UTC−4 | Rapport                                            |                   |                                                         | Arbitrage : Keylor Herrera          | Arbitrage : Keylor Herrera |
| 17 juin 2023 22:30 UTC−4 | Bonds · Glasgow · Duke-McKenna · Benjamin · Wilson | Tirs au but 5 - 3 | Charles-Cook · Hippolyte · Mitchell · Berkeley-Agyepong | Arbitrage : Keylor Herrera          | Arbitrage : Keylor Herrera |

### Deuxième tour
| Match | Équipe 1                   | Score           | Équipe 2   |
| ----- | -------------------------- | --------------- | ---------- |
| 7     | Guadeloupe                 | 2 - 0           | Guyana     |
| 8     | Martinique                 | 2 - 0           | Porto Rico |
| 9     | Saint-Christophe-et-Niévès | 1 - 1 4 - 2 tab | Guyane     |

| Match 7                  | Guadeloupe                       | 2 - 0   | Guyana | Drive Pink Stadium, Fort Lauderdale |                           |
| 20 juin 2023 16:30 UTC−5 | Gordon 18e (csc) · Gravillon 57e | (1 - 0) |        | Arbitrage : Oshane Nation           | Arbitrage : Oshane Nation |
| 20 juin 2023 16:30 UTC−5 | Rapport                          |         |        | Arbitrage : Oshane Nation           | Arbitrage : Oshane Nation |

| Match 8                  | Martinique                 | 2 - 0   | Porto Rico | Drive Pink Stadium, Fort Lauderdale |                            |
| 20 juin 2023 20:00 UTC−5 | Labeau 52e · Fortuné 90+5e | (0 - 0) |            | Arbitrage : Rubiel Vázquez          | Arbitrage : Rubiel Vázquez |
| 20 juin 2023 20:00 UTC−5 | Rapport                    |         |            | Arbitrage : Rubiel Vázquez          | Arbitrage : Rubiel Vázquez |

| Match 9                  | Saint-Christophe-et-Niévès         | 1 - 1             | Guyane                                  | Drive Pink Stadium, Fort Lauderdale |                             |
| 20 juin 2023 22:10 UTC−5 | Williams 41e                       | (1 - 0)           | 53e (pen.) Abelinti                     | Arbitrage : Adonai Escobedo         | Arbitrage : Adonai Escobedo |
| 20 juin 2023 22:10 UTC−5 | Rapport                            |                   |                                         | Arbitrage : Adonai Escobedo         | Arbitrage : Adonai Escobedo |
| 20 juin 2023 22:10 UTC−5 | Freeman · Sawyers · Bertie · Lewis | Tirs au but 4 - 2 | Vancaeyezeele · Baal · Issorat · Marmot | Arbitrage : Adonai Escobedo         | Arbitrage : Adonai Escobedo |

## Statistiques et récompenses

### Liste des buteurs
3 buts    
- Arnold Abelinti

2 buts   
- Brighton Labeau

1 but  
| - Jürgen Locadia - Loïc Baal - Thomas Némouthé (en) - Kairo Mitchell (en) - Luther Archimède (en) - Steven Davidas - Andreaw Gravillon - Matthias Phaëton - Steve Solvet | - Jordan Tell - Omari Glasgow (en) - Patrick Burner - Karl Fabien - Kévin Fortuné - Tyquan Terrell (es) - Tiquanny Williams (en) - Reeco Hackett-Fairchild (en) - Chovanie Amatkarijo |

contre son camp  (csc)
- Liam Gordon (pour la Guadeloupe)

### Équipe-type
| Poste      | Joueurs               |
| ---------- | --------------------- |
| Gardien    | Julani Archibald (en) |
| Défenseurs | Gerard Williams (en)  |
| Défenseurs | Jonathan Rivierez     |
| Défenseurs | Florent Poulolo       |
| Milieux    | Andreaw Gravillon     |
| Milieux    | Steve Solvet          |
| Milieux    | Loïc Baal             |
| Milieux    | Tyquan Terrell (es)   |
| Attaquant  | Matthias Phaëton      |
| Attaquant  | Arnold Abelinti       |
| Attaquant  | Brighton Labeau       |

| Équipe nationale           | Nombre de joueurs |
| -------------------------- | ----------------- |
| Guadeloupe                 | 3                 |
| Martinique                 | 3                 |
| Saint-Christophe-et-Niévès | 3                 |
| Guyane                     | 2                 |